# اپندورف (زاکسونی)
اپندورف (زاکسونی) (به آلمانی: Eppendorf) یک شهر در آلمان است که در میتل‌زاکسن واقع شده‌است. اپندورف ۴٬۷۲۱ نفر جمعیت دارد.